# Wokiele
Wokiele (dawniej niem. Wokellen) – wieś w Polsce, położona w województwie warmińsko-mazurskim, w powiecie bartoszyckim, w gminie Górowo Iławeckie. 
| SIMC    | Nazwa              | Rodzaj  |
| ------- | ------------------ | ------- |
| 0474560 | Kumkiejmy Przednie | kolonia |

W latach 1975–1998 wieś administracyjnie należała do województwa olsztyńskiego.
Wieś wzmiankowana w 1570 r. pod nazwą Wockellenn, w 1785 r. pod nazwą Wockellen. W 1889 r. był to majątek ziemski o powierzchni 279 ha, należący do rodziny Struvych (byli w posiadaniu w tym czasie także wsi Piasty Wielkie). W mapie z 1907 roku zaznaczona jako Gut Wokellen.
W 1983 r. była to wieś o zwartej zabudowie z 20 domami i 98 mieszkańcami. We wsi było 20 indywidualnych gospodarstw rolnych, uprawiających łącznie 198 ha ziemi i hodujących 128 sztuk bydła (w tym 75 krów), 148 sztuk świń i 22 konie. W tym czasie we wsi był punkt biblioteczny a ulice miały elektryczne oświetlenie.